# I misteri di Hollywood
I misteri di Hollywood (Hollywood Story) è un film del 1951 diretto da William Castle.

## Trama
In una notte del 1929 il famoso regista di film muti Franklin Ferrara si trovava, solo, all'interno del piccolo bungalow che si era fatto costruire in prossimità dei teatri di posa dov'egli usava realizzare i propri capolavori. La canna di una rivoltella si profila al di là della finestra; il colpo parte, e Ferrara crolla esangue sul pavimento, morto. 
Una ventina di anni dopo – durante i quali l'omicidio Ferrara non è mai stato chiarito dalla polizia, (e durante i quali il cinema ha completamente cambiato aspetto) – un altro cineasta, Larry O'Brian, si appassiona alla vicenda ed ha in mente di girare un film riguardante quel mistero irrisolto: egli rintraccia e scrittura molti attori e collaboratori di un tempo di Ferrara, diversi dei quali sono ormai usciti dall'ambiente hollywoodiano. Certo, perché il film riesca un successo, Larry ha bisogno di gettare nuova luce sull'inspiegato omicidio, in modo da svelarne possibilmente il perpetratore, ed interessare il pubblico. Così si mette ad indagare, coadiuvato da un tenente di polizia.
Subito appare che alcune persone coinvolte a vario titolo, vent'anni prima, con Ferrara, cercano di dissuaderlo dal progetto.
O'Brian si è talmente immedesimato col suo soggetto che trascorre molto tempo – impegnato nel lavoro creativo di immaginazione del film - nel vecchio bungalow di Ferrara. Qui, una notte, di nuovo, un revolver, dalla finestra, punta verso di lui; il proiettile viene esploso, e manca O'Brian di pochi centimetri.
Nel susseguirsi dell'azione, che vede peraltro un altro omicidio, molti paiono essere i sospetti dell'assassinio di Ferrara (e dell'attentato a O'Brian), finché il vero colpevole viene alla luce. O'Brian lo scopre, e – durante uno scontro a fuoco – lo uccide, non si sa se per legittima difesa o, viceversa, per un tentativo (riuscito) di farsi illegalmente giustizia da solo.